# Peter Behrens (zenész)
Peter  Behrens (Sanderbusch, 1947. szeptember 4. – Wilhelmshaven, 2016. május 11.) német zenész, akit legtöbben a Trio zenészeként ismernek.

## A Trio együttes lemezei
- Trio (1981)
- Live im Frühjahr '82 (1982)
- Bye Bye (1983)
- Whats The Password (1985)

## Filmjei
- Tausend Augen (1984)
- Andre Handles Them All (1985)
- Drei gegen Drei (1985)
- Manta – Der Film (1991)